# 蟹江俊介
蟹江俊介（1991年1月4日—）是出生于日本爱知县的男性声优。隶属于青二製作。

## 经历
毕业于东京广播学院和娛樂媒體綜合學院 。

## 人物
爱好：上网、益智游戏、DIY。持有普通汽车驾驶执照。

## 演出作品

### 电视动画
2012年
- 氷菓（野球部員）

2014年
- 愛·天地無用！（GPSWAT副官）
- 天雷爭霸：復仇者聯盟（警官、九头蛇士兵、強盗C）

2015年
- 影鳄（村民、空港職員、運転手、村人、特殊部隊和其他） - 第二季
- 金田一少年之事件簿R（渡部）
- Go! Princess 光之美少女（審判、男学生[2]）
- 戰國無雙（传令兵）
- 櫻桃小丸子（リンゴアメ屋、艺人、当地的人、招募人员、蔬菜水果店主及其他）
- 電波教師（男C、男学生A、男学生C）
- 東京妖怪圖鑑（日语：くつしたがだるだるになっちゃうわけ 〜イマドキ妖怪図鑑〜）（ヘコヘコ、妖怪）
- ONE PIECE 薩波特別篇 〜3兄弟的羈絆 奇跡的再會和被繼承的意志〜

2016年
- 老虎假面W（日语：タイガーマスクW）（场内广播、エル・カラカス）
- DAYS（他校部員）
- 夢幻慶典（进行工作人员）
- 灰與幻想的格林姆迦爾（義勇兵A）
- 龍族拼圖X（工作人员）
- 时空使徒（囚人B、老师）
- 超心動！文藝復興（男学生）
- 名偵探柯南（大型自行车的男子）
- ONE PIECE（部下、鏡、魚人、チェス戎兵、六鬼及其他）
- 航海王特別篇：黃金之心

2017年
- 從零開始的魔法書（农夫、国家騎士）
- 進擊的巨人（莫布里特的部下）
- 飆速宅男（大觀寺春壹）
- 刀劍亂舞
- 將國戡亂記（教官）
- KiraKira☆光之美少女 A La Mode（男性）
- Wake Up, Girls!（主持人）
- 犬屋敷（刑警）

2018年
- 三麗鷗男子（部員）
- 「再繼續下去…不行」典獄長固執的身體檢查（看守）
- 雷頓的神秘之旅 卡翠愛兒與大富翁的陰謀（凯吉[3]）
- 鬼太郎（车站广播、有元、河童、大臣、狸广播、店长、渔师、老爷爷、现场监督、居民、被害者）
- 卡片戰鬥!! 先導者系列（2018年版）（旁白）
- ONE PIECE 空島特別篇（日语：ONE PIECE エピソードオブ空島）
- 魔法律事務所（男、赤目、大河内奏成）
- 刀劍神域（医生）

2020年
- Asatir 未來的傳說故事（旅人）

2021年
- 境界觸發者（記者A）
- 八十龜觀察日記（叔叔、同班同学2、男）
- 持續狩獵史萊姆三百年，不知不覺就練到LV MAX（世界树的野兽）
- 緋紅結繫（部下B）
- 特斯拉筆記（男性1、乔纳斯、黑帮1、操作员、男性3、上层部1、士兵1）
- 斗神姬（通信士、操作员、操舵士）
- 吸血鬼馬上死（体育老师）
- 迷宮標記者（警备员）

2022年
- 数码宝贝幽灵游戏（男性客、夜魔兽、广告旁白、神父、广播声）
- 白領羽球部（工厂长）
- 盾之勇者成名錄（罗希洛特国司令官）
- Love All Play（惠那山高中监督）
- 幕末替身傳說（町人）
- 異世界迷宮裡的後宮生活（町人、骑士团员）
- 戀愛Flops（研究员）

2023年
- 不相信人類的冒險者們好像要去拯救世界（店員）

### 剧场动画
2016年
- 告白實行委員會 ～戀愛系列～ -2作品
- なぜ生きる 蓮如上人と吉崎炎上

2017年
- 剧场版 刀剑神域 -序列争战-

2022年
- ONE PIECE FILM RED

### 网络动画
2017年
- 擴張少女系三重奏（成员A）

### 电子游戏
2014年
- KRITIKA（鉱石密輸業者エヴァンエヴァン）
- 龍收藏（日语：ドラゴンコレクション）（萨尔加塔纳斯、斯普林甘、其他）
- 激戰奧雷卡（日语：モンスター烈伝 オレカバトル）（拉、大魔神金）

2015年
- 黑色沙漠（印加斯、阿尔弗雷德等）
- 三国大战Smash!
- 重装机兵雷诺斯（吉恩·托尔森舰长、卢卡斯[4]）
- JOJO的奇妙冒險 天國之眼（系统声音、德国士兵B、Café du Magot店员、笑着的邮箱、笑着的花）
- 东京幻都（戌井彰宏[5]）
- MÚSECA（日语：MÚSECA）（米卡埃尔和他所爱的伙伴们）
- 人中之龍0 誓約的場所（嶋野組組員等）

2016年
- 伊希歐之夢（苍天的迪普、王者诺曼、因斯茂斯人）
- 超級機器人大戰OG THE MOON DWELLERS
- 下天の華 with 夢灯り 愛蔵版
- 女神異聞錄5

2017年
- 超級機器人大戰V
- 最終騎士（ジェイド[6]）
- 失落領域（日语：LOST SPHEAR）

2018年
- 人中北斗
- 超級機器人大戰X
- 驚爆危機

2019年
- 超級機器人大戰T
- 女神異聞錄5 皇家版
- 新櫻花大戰

2021年
- 戰國無雙5（吉川元春[7]）
- 超级机器人大战30（波塞达尔正规军兵）

2022年
- 碧藍幻想[8]

### 外语配音

#### 电影
- 死亡地带2047（法语：2047: The Final War）(クーガン)
- 第八頁（拉尔夫）
- 氣象戰 (鄭龍<吴彦祖> [9] )
- 開棺（日语：オープン・グレイヴ 感染）（ネイサン）
- 失控快递（日语：ザ・クーリエ）（布莱恩特<威廉·莫斯里>）
- 徬徨之刃(ドゥシク)
- 高富帥俱樂部（哈利·維納斯 <道格拉斯·布斯>）
- 絕命殺漠(Shane < Adam Guthrie >)
- 愛情標尾會（日语：最高の人生のつくり方）（雷）
- 尷尬時刻（日语：恋人まで1%） （Diego、Ray）
- 鐳射小隊（英语：Lazer Team）（弗兰克森<克里斯·德马莱斯>）
- 鋼鐵英雄（卡津斯基）

#### 戏剧
- 華爾街肖狼
- 異世奇人 第8季
- 我是殭屍 （傑米、詹科）
- 國土安全 第6季
- 黑閃電

#### 动画片
- 巨怪獵人（カンジガール）

### 特摄
2019年
- 連續4週特別篇 超級戰隊最強對戰！！（传奇战士）

### 真人电影
2022年
- 愛国女子—紅武士道（黑龙）- 仅语音出场

### 舞台剧
2020年
- 朗读剧《あなたを忘れない》（Streaming+）- 饰 男性（A/C演出） [10] [11]

### 电台节目
- みんなの作文（朗读）

### 有声读物
2020年
- 罪恶之声（堀田真司）

## 脚注

### 出典
1. 1 2 3 4 5  . www.aoni.co.jp.   [2023-05-31]. （原始内容存档于2023-05-31）.
2. ↑  蟹江俊介 [@kanie_shi].  (推文). 2015-03-14  [2015-07-12]. （原始内容存档于2016-04-04） –Twitter.
3. ↑  . moca-モカ-. 2019-01-19  [2019-01-19]. （原始内容存档于2019-01-19）.
4. ↑  . ファミ通.com.   [2015-10-23]. （原始内容存档于2015-10-23）.
5. ↑  電撃PlayStation (KADOKAWA). 2015-07-23, (Vol.595). 缺少或|title=为空 (帮助)
6. ↑  公式「エンドライド」ゲーム 2017年8月21日のツイート、. Retrieved 2017年9月14日.
7. ↑  . ファミ通.com.   [2021-05-27]. （原始内容存档于2023-04-11）.
8. ↑  蟹江俊介の2022年1月30日のツイート、. Retrieved 2022-02-11.
9. ↑  . ふきカエル大作戦!!. 2017-12-20  [2017-12-20]. （原始内容存档于2021-05-15）.
10. ↑  . アニメハック. カカクコム. 2020-10-15  [2020-10-31]. （原始内容存档于2023-05-31）.
11. ↑  . アニメハック. カカクコム. 2020-10-15  [2020-10-31]. （原始内容存档于2023-06-01）.